# M (2007년 영화)
"M"은 2007년에 개봉한 대한민국의 영화이다.

## 줄거리
촉망받는 신진 작가 민우는 심한 악몽과 환각뿐만 아니라 작가의 폐색에 시달리면서 많은 기대를 받는 새 소설을 준비한다. 이 설명할 수 없는 상태는 그의 개인적인 삶과 직업적인 삶 모두에 영향을 미친다. 곧 그는 현실과 환상을 구별할 수 없게 되고 계속해서 쫓기는 느낌을 받는다. 그의 편집증은 그를 어둡고 눈에 띄지 않는 골목에 있는 카페로 이끌고, 그곳에서 매력적인 젊은 여성 미미를 만난다. 민우는 자신과 눈앞의 이 소녀가 어떻게 연결되어 있는지 궁금해하기 시작하고 오래 전에 잊었던 첫사랑의 기억을 더듬는다.

## 캐스팅
- 강동원: 한민우 역
- 이연희: 미미 역
- 공효진: 은혜 역
- 전무송: 바텐더 역
- 송영창: 장 사장 역
- 서동수: 편집장 역
- 정인기: 의사 역
- 김동화: 민우 친구들 역
- 권정민: 민우 친구들 역
- 최대성: 민우 친구들 역
- 정보훈: 민우 친구들 역
- 김봉성: 민우 친구들 역
- 노형석: 민우 친구들 역
- 변상윤: 민우 친구들 역
- 김민수
- 윤가현: 신랑누나 역
- 이세련: 미미이모 역
- 정선혜: 일식집 종업원 역
- 임원희: 성우 역(특별출연)
- 임주환: 엄브렐라맨 역(특별출연)